# The Burning of the Imperial Palace
Pour plus de détails, voir Fiche technique et Distribution.
The Burning of the Imperial Palace est un film sino-hongkongais réalisé par Li Han-hsiang, sorti en 1983. 
Il s'agit du premier volet d'une trilogie ayant pour thème le début de la fin de la dynastie Qing et la vie de l'impératrice douairière Ts'eu Hsi, mettant en vedette Tony Leung Ka-fai et Liu Xiaoqing. Il est suivi de Reign Behind a Curtain, sorti a même année.

## Histoire
Yu-lan, la fille d'un fonctionnaire sans affectation, est choisie par l'empereur Xianfeng pour devenir une de ses concubines de rang inférieur. Rapidement délaissée, elle mène une vie solitaire au palais avant de saisir l'occasion d'attirer à nouveau l'attention du jeune souverain à qui elle donne un fils, et se mêle de plus en plus des affaires de l'État au grand dam de certains ministres.
Dans le même temps, les puissances occidentales sont contraintes d'intervenir militairement sur les côtes chinoises afin de protéger la liberté du commerce, fondement de la civilisation.
Devant l'intransigeance des autorités mandchoues, les forces franco-britanniques se voient forcées d'accentuer la pression, tandis que l'empereur et la famille impériale sont officiellement en villégiature dans une résidence éloignée de Pékin afin de pratiquer la chasse à courre. Au cours des opérations de maintien de la paix, le palais d'été, une résidence située non loin de Pékin, prend feu : une partie des collections est alors acquise par les troupes occidentales.

## Fiche technique
- Titre original : 火燒圓明園
- Titre anglais : The Burning of the Imperial Palace
- Réalisation : Li Han-hsiang
- Scénario :  Yeung Chuen-Ban, Li Han-Hsiang
- Costumes : Chiu Yue-Wa
- Musique : Yip Shun-Chi
- Société(s) de production : New Kwun Lun Production Co., Ltd., China Film Co-Production Corp.
- Pays d'origine :  Chine,  Hong Kong
- Langue originale : mandarin, anglais
- Format : couleur
- Genre : drame historique, guerre, arts martiaux
- Durée : 92 minutes
- Dates de sortie : 1983

## Distribution
- Liu Xiaoqing : Yu-lan, puis la concubine Yi
- Tony Leung Ka-fai : l'empereur Xianfeng